# Reparata z Cezarei Palestyńskiej
Reparata z Cezarei Palestyńskiej – dziewica, męczennica chrześcijańska z III wieku i święta Kościoła katolickiego.
Jej wspomnienie liturgiczne obchodzone jest 8 października.
Od jej imienia pochodzą miejscowości we Francji: Le Puy-Sainte-Réparade, Santa-Reparata-di-Balagna i Santa-Reparata-di-Moriani. Jest również patronką katedry w Nicei (fr. Basilique-Cathédrale Sainte-Marie et Sainte-Réparate de Nice).
We Włoszech patronuje katedrze we Florencji.